# Encyclopedia Griffin
Encyclopedia Griffin («Энциклопедия Гриффин») — одиннадцатая серия тринадцатого сезона мультсериала «Гриффины». Премьерный показ состоялся 15 февраля 2015 года на канале FOX.

## Сюжет
У Стьюи кто-то на детской площадке крадёт велосипед. Лоис просит Питера найти вора. Вместе с Гленном, Джо и Кливлендом он отправляется на поиски велосипеда. По дороге они замечают мальчика, которого раньше не замечали в этом районе. Питер, понимая, что находиться здесь долго, продавая лимонад со льдом, мальчишка не мог, быстро его разоблачает: парни находят пропавший велосипед. Тогда Питер предлагает парням открыть своё детективное агентство, занимающееся делами о пропаже детских игрушек. Работа спорится, дел очень много, в районе явно объявился грабитель. Гленн приносит видео няню, на которой запечатлён грабитель: это — Крис.
Друзья отправляются к Крису в комнату и находят у него в шкафу куклу, полностью сделанную из украденных вещей. Крис просит не трогать куклу, называя её Хизер. Выясняется, что парень питает настоящие чувства к кукле собственного производства. Лоис, понимая, что всё это — результат наглядного примера (ведь Питер уже давно не дарил ей цветы и не водил на романтическое свидание), просит Питера поговорить с сыном. Крис говорит о том, что у него с Хизер бурные отношения, но она, якобы, не позволяет ему даже прикоснуться к себе.
Лоис в какой-то момент понимает, что Крис обращается со своей куклой нежнее, чем Питер обращается с ней. Тогда Лоис предлагает Крису вместе с Питером составить ему компанию на пикнике, куда в качестве свидания приглашена Хизер. Пикник проходит ужасно: Питер больше не обращается с ней, как с любимой. В свою очередь, Крис одаривает Хизер дорогими подарками. Лоис начинает злиться на саму Хизер; ночью она крадёт куклу и Криса, «убивает» её, и закапывает за городом. Наутро Крис узнаёт о пропаже Хизер и начинает сильно тосковать, тогда Лоис отвозит его на место «захоронения» и признаётся во всём. Крис понимает, что ему больше не стоит поддерживать отношения с куклой, а пора искать девушку. Он предлагает Лоис достать из Хизер «ребёнка», сделанного из конфет, и съесть его по дороге.
Уже дома Питер признаётся Лоис, что научился многому, он обещает обращаться с ней, как это делал его сын, и дарит жене букет. В этот момент в дом вползает Крис, которого на привязи держит девушка с плёткой в обтягивающем костюме, узнавшая Питера. Вместе они проходят в комнату Криса. Лоис в недоумении, откуда эта женщина знает имя Питера.

## Рейтинги
- Рейтинг эпизода составил 1.2 среди возрастной группы 18—49 лет.
- Серию посмотрело порядка 2.51 миллиона человек.
- Серия стала второй по просматриваемости в тот вечер Animation Domination на канале FOX, уступив очередной серии сериала «Симпсоны.»[1]

## Критика
Представители родительской организации за цензуру на ТВ Parents Television Council, будучи жесткими критиками сериала на протяжении многих лет, вновь назвали сериал «худшим на этой неделе». Уже второй раз подряд эта организация обрушивает шквал критики на сериал из-за шуток сексуального характера.